# Грицай-Перебейнос, Дмитрий
Дми́трий Грица́й (укр. Дмитро́ Грица́й), в литературе также Дмитрий Грицай-Перебейнос, конспиративные прозвища «Перебейнос», «Дуб», «Олег», «Серко» (укр. «Перебийніс», «Дуб», «Олег», «Сірко»; 1 апреля 1907, Дорожев − 19 декабря 1945, Прага) — украинский военный деятель, генерал-хорунжий Украинской повстанческой армии и начальник её Главного штаба.

## Биография
Родился в селе Дорожев Самборского повята. Окончил Дрогобычскую гимназию, в годы учёбы участвовал в деятельности Организации высших классов украинских гимназий. Вступил в УВО, в 1928 году поступил на физико-математический факультет Львовского университета, однако вскоре был призван в армию. В польской армии отслужил несколько лет, окончил офицерскую школу с отличием. Был принят позднее в ОУН, с 1933 года являлся руководителем Военной рефентуры Краевой экзекутивы ОУН.
В 1934 году был арестован за антипольскую деятельность и два года провёл в концлагере Берёза-Картузская. После освобождения продолжил обучение в университете, но в 1939 году опять попал в концлагерь. Только после капитуляции Польши после немецкого вторжения Грицаю удалось освободиться и вернуться в ОУН. С 1940 по 1941 годы он участвовал в Революционном проводе ОУН и на Втором большом сборе. Летом 1941 года, будучи сотником, возглавил старшинскую (офицерскую) военную школу в Великих Мостах,  учреждённую Министерством Обороны провозглашённой Украинской державы. С осени 1941 года возглавлял Краевой военный штаб ОУН.
С 1942 г. военный референт Провода ОУН(б). Арестован гестапо во Львове 4 декабря 1942 года во Львове. Содержался в тюрьме на ул. Лонцкого, пережил пытки гауптштурмфюрера СС Вилли Вирзинга. В сентябре 1943 г. освобожден боёвкой СБ ОУН по фальшивым документам.
С января 1945 года Дмитрий Грицай возглавил Штаб УПА, а 1 ноября 1945 ему присвоили звание генерала-хорунжего. 19 декабря 1945 он вместе со своим другом Дмитрием Майивским отправился на встречу со Степаном Бандерой и Ярославом Стецько, которые скрывались в демилитаризованной Германии. Однако, на границе Чехословакии и Германии Грицая и Майивского обнаружила чехословацкая полиция, которая тоже вела борьбу против УПА, и чехословаки бросились в погоню за этими двоими. Майивский успел застрелиться, а Грицая схватили и отправили в тюрьму, где после долгих пыток он скончался (повесился).